# Datteln
Datteln è una città di 34 876 abitanti della Renania Settentrionale-Vestfalia, in Germania.
Appartiene al distretto governativo (Regierungsbezirk) di Münster ed al circondario (Kreis) di Recklinghausen (targa RE).
Datteln si fregia del titolo di "Media città di circondario" (Mittlere kreisangehörige Stadt).

## Gemellaggi[2]
- Cannock, dal 1971
- Genthin, dal 1990